# Buckeye Wagon & Motor Car Company
Buckeye Wagon & Motor Car Company, vorher Buckeye Wagon Company, war ein US-amerikanischer Hersteller von Automobilen.

## Unternehmensgeschichte
Die Buckeye Wagon Company wurde am 9. September 1904 in Dayton in Ohio gegründet. Sie stellte pferdegezogene Wagen her. Charles Anderson war Präsident und W. L. Wirsching Sekretär. 1911 änderten sie die Firmierung in Buckeye Wagon & Motor Car Company und begannen mit der Produktion von Automobilen. Der Markenname lautete Buckeye. Im gleichen Jahr endete die Produktion von Kraftfahrzeugen. Es ist nicht bekannt, wann das Unternehmen aufgelöst wurde.
Es bestanden keine Verbindungen zur People’s Automobile Company und zur Logan Construction Company, die den gleichen Markennamen verwendeten.

## Fahrzeuge
Das einzige Pkw-Modell war ein Highwheeler. Mit seinen großen Rädern eignete es sich für die damaligen schlechten Straßen. Die Karosserie war offen.
Gemäß einer Anzeige des Unternehmens stand auch ein offenes Nutzfahrzeug im Sortiment. Es hatte einen Vierzylindermotor mit 25 PS Leistung. Das Fahrgestell hatte 254 cm Radstand. Die Nutzlast war mit rund 1360 kg angegeben.